# ولامپه
ولامپه (به لاتین: Welampe) یک منطقهٔ مسکونی در سری‌لانکا است که در استان مرکزی (سری‌لانکا) واقع شده‌است.